# Felipe Juaristi
Felipe Juaristi Galdos o Galdós (Azcoitia, 12 de junio de 1957) es un escritor y poeta español en euskera, galardonado con el Premio Euskadi de Literatura y varios Premios de la Crítica.

## Biografía
Licenciado en Ciencias de la Información por la Universidad Complutense de Madrid, ha sido profesor en la Universidad del País Vasco  y trabaja como crítico literario en numerosos medios de comunicación. También ha sido director de Euskadi Irratia. Ha trabajado en ETB y en la Universidad del País Vasco, concretamente en la escuela de Magisterio. Cofundador de las revistas literarias Gazeta y Porrot y editor de las editoriales Baroja y Bermingham, sobre todo, ha desarrollado su labor en torno a la literatura en euskera.
Es conocido sobre todo por su trabajo en el campo de la poesía, por el que ha recibido el Premio Lizardi en 1992, El Premio Euskadi de Literatura en dos ocasiones y el Premio de la Crítica de poesía en euskera en cuatro. Este último premio le fue otorgado por los poemarios Denbora, nostalgia (1985), Hiriaren melankolia (1987), Begi-ikarak (2004) y Piztutako etxea (2014). En la década de los 90 ha publicado principalmente obras dirigidas a niños y jóvenes, y en este campo también ha destacado como traductor.
Tras la novela breve Intzensua lurrean bezala (1988), publicó su primera novela a principios de la década de los 90, Arinago duk haizea, Absalon, publicada también en castellano en 1992 (Más leve es el viento, Absalón). También está ligado a este género el libro Bordelera, publicado en 1996. En 1998 ganó el Premio Euskadi de Literatura por su libro de poesía Galderen geografia (1997). El escritor guipuzcoano fue finalista del Premio Euskadi 2005 con la novela Airezko emakumeak (Mujeres de aire; Erein, 2004).
En cuanto a la literatura infantil y juvenil, la creación de Felipe Juaristi está dotada de calidad y belleza en todos los aspectos. En este campo de ha publicado, entre otros, Tristuraren teoria (1993), premio Lizardi aquel año, Ilargi lapurra (1994), Sagitario (1995) o Eguzkiren etxea (1998). En el año 2000 obtuvo por segunda vez el Premio Euskadi de Literatura en el campo de la literatura infantil por Animalien inauteria.
Fue nombrado Euskaltzain urgazlea (Académico correspondiente) el 26 de mayo de 2006.

## Premios
- 1985, Premio de la Crítica de poesía en euskera, por Denbora, nostalgia.[7]
- 1987, Premio de la Crítica de poesía en euskera, por Hiriaren melankolia.[7]
- 1990, Premio de la Crítica de narratiba en euskera, por Arinago duk haizea, Absalon.[7]
- 1992, Premio Xabier Lizardi, por Tristuraren teoria.[7]
- 1998, Premio Euskadi de Literatura, por Galderen geografia.[7]
- 2000, Premio Euskadi de Literatura de literatura infantil y juvenil, por Animalien inauteria.[7]
- 2002, 6º Premio Leer es vivir  de Literatura Juvenil de la editorial Everest, por Haydn-en loroa.[8]
- 2002, Premio Rosalia de Castro Saria del PEN Club de Galicia.[2]
- 2004, Premio de la Crítica de poesía en euskera, por Begi-ikarak.[9]
- 2014, Premio de la Crítica de poesía en euskera, por Piztutako etxea.[10]

## Obras

### Narrativa
- Bordelera (1996, Erein)
- Inazio Muniberen abenturak (2001, Olerti Etxea)

### Novela
- Intzensua lurrean bezala (1988, Baroja)
- Arinago duk haizea, Absalon (1990, Erein)
- Airezko emakumeak (2003, Erein)
- Ez da gaua begietara etortzen (2007, Erein)
- Etxearen negarra (2007, Erein)
- Erbesteko elurra (2019, Erein)

### Poesía
- Denbora, nostalgia (1984, Baroja)
- Hiriaren melankolia (1986, Baroja)
- Laino artean zelatari (1993, Alberdania)
- Galderen geografia (1997, Alberdania)
- XX. mendeko poesia kaierak - Felipe Juaristi (2001, Susa)
- Begi-ikarak (2004, Erein)
- Aingeruaren angelua = El ángulo del angel (2011, Luces de Gálibo)
- Piztutako etxea (2014, Erein)
- Muga (libro colectivo) (2016, El Gallo de Oro)
- Chillidari gorazarre (libro colectivo) (2017, Balea Zuria)

### Ensayo
- Itzultzeko etorri naiz (2021, Balea Zuria)

### Literatura infantil y juvenil
- Tristuraren teoria (1993, Erein)
- Ilargi-lapurra (1994, Erein)
- Eguzkiren etxea (1998, Alberdania)
- Laura eta itxasoa (1998, Aizkorri)
- Animalien inauteria (1999, Erein)
- Izar euria (2001, Elkar)
- Hiria eta haurrak (2001, Erein)
- Printzesen eskola (2001, Ibaizabal)
- Itzarri nahi ez zuen printzesa (2002, EEF - Alberdania)
- Haydn-en loroa (2004, Aizkorri)
- Basalimoien Usaina (2003, Elkar).
- Zezena eta mutila (2005, Desclée de Brower)
- Zazpi bider zapi (2005, Erein)
- Tarzan eta pantera emakumea (2010, Aizkorri)
- Hamzaren bizitza, Erein, 2018
- Iraganik gabe, Erein, 2017.[11]
- Hamzaren bizitza, Erein, 2018